# 相门

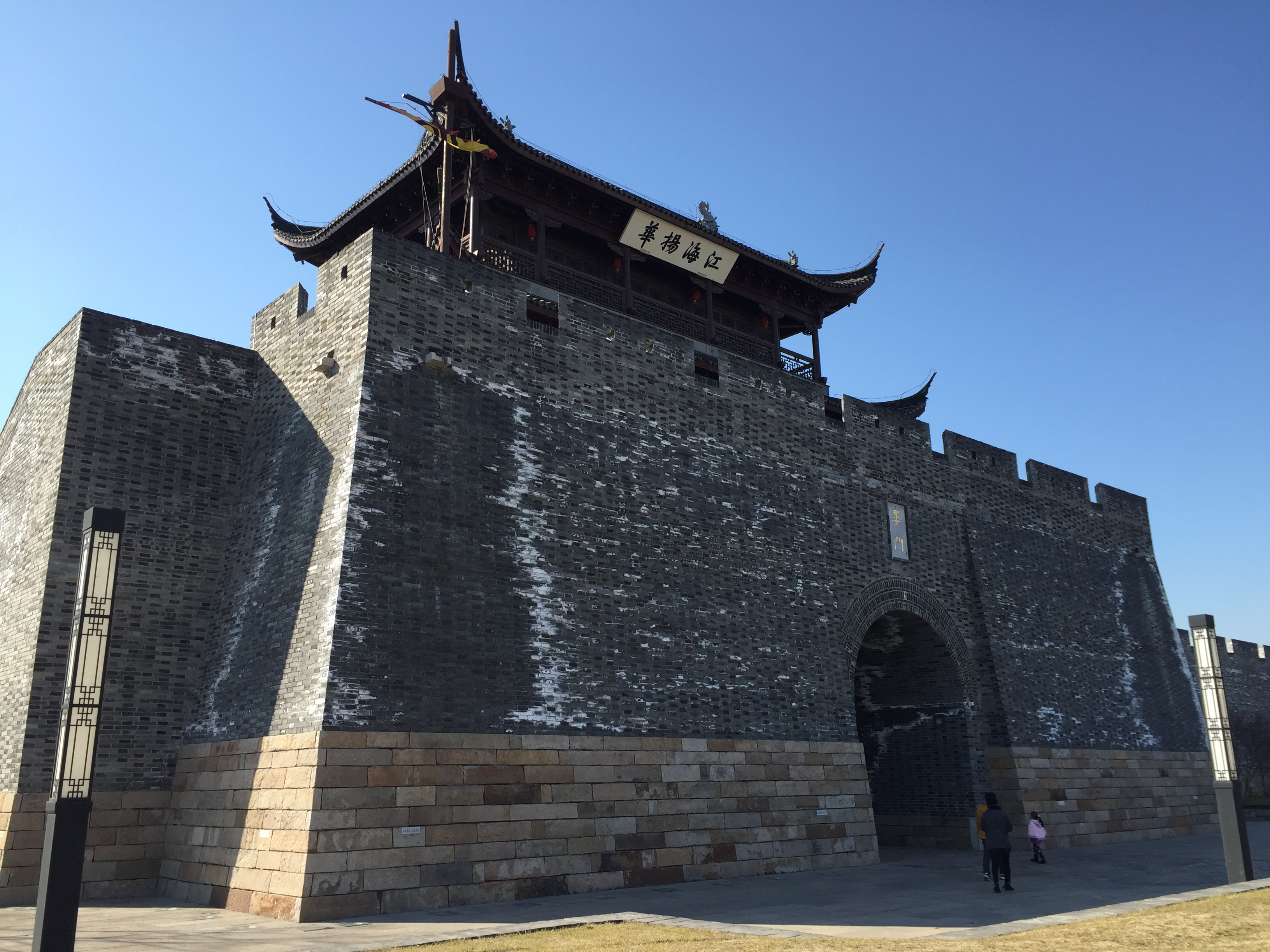
相门

相门是中国江苏省苏州市的一座城门，位于苏州古城及平江路历史街区东侧，东临护城河，处于连接古城区与苏州工业园区的交通要津。目前城楼及城墙系2011-2012年修复重建。
1935年，苏嘉铁路通车时，在苏州城东开辟相门，设相门站，又从相门内向西到宫巷的旧式街巷狮子口、旧学前、濂溪坊和松鹤板场、被拓宽成近代马路干将路。1958年苏州城墙被毁残缺。
2011年苏州市修复相门、平门、阊门三段古城墙，2012年9月27日开放。相门段古城墙南起相门桥，北至耦园，长720余米，城楼高20余米。
苏州轨道交通1号线设相门站。

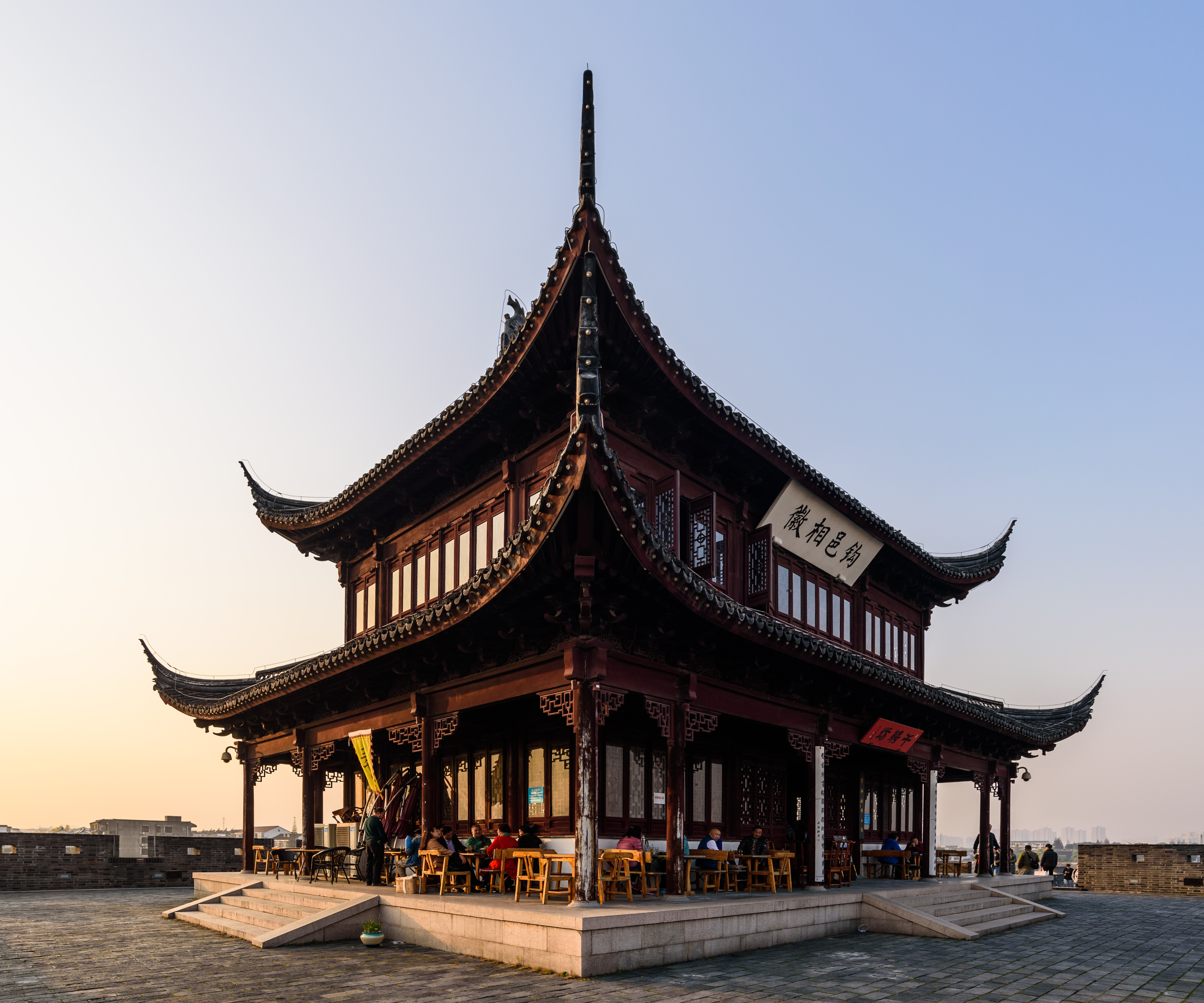
相门城楼的东南角
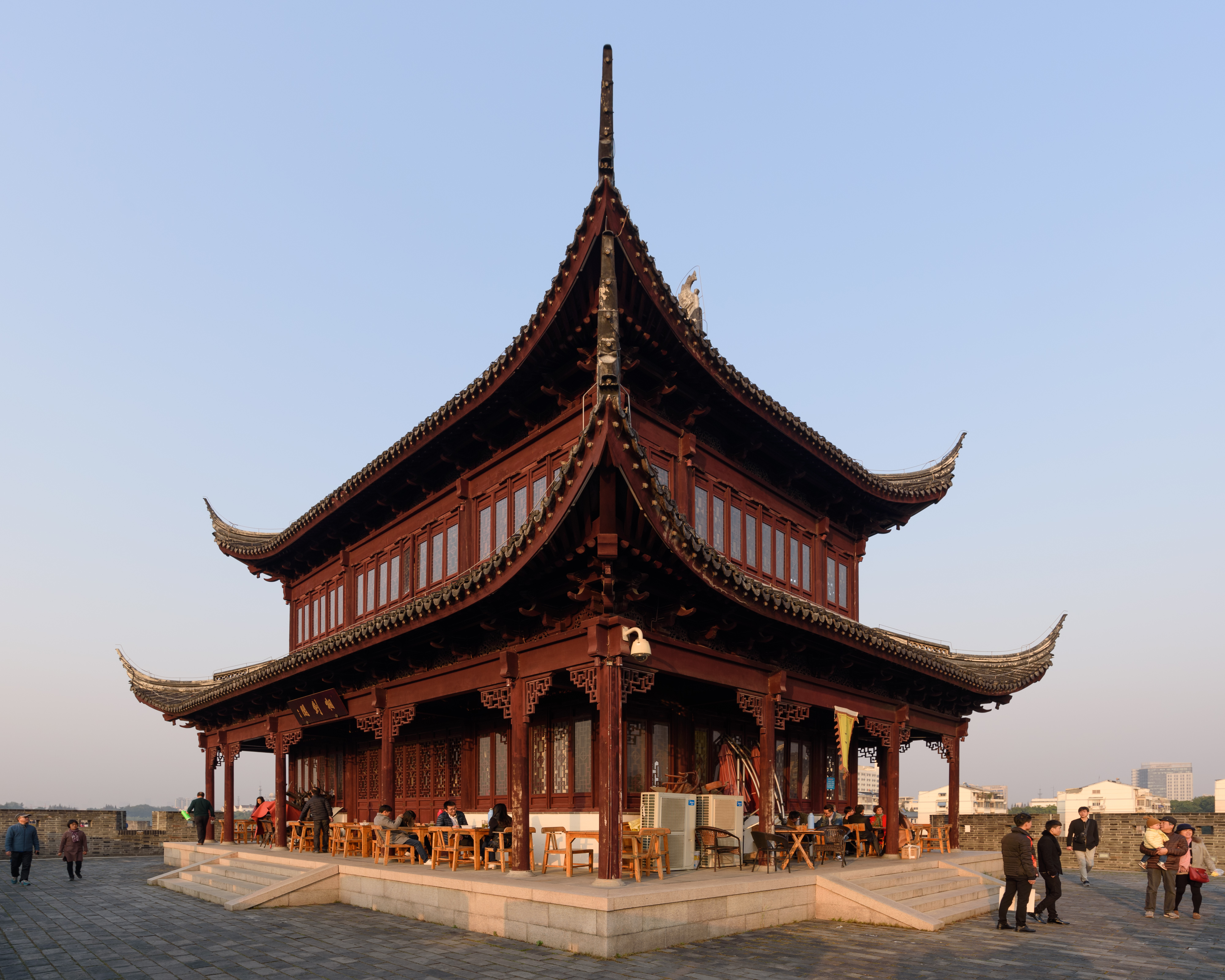
相门城楼的西南角
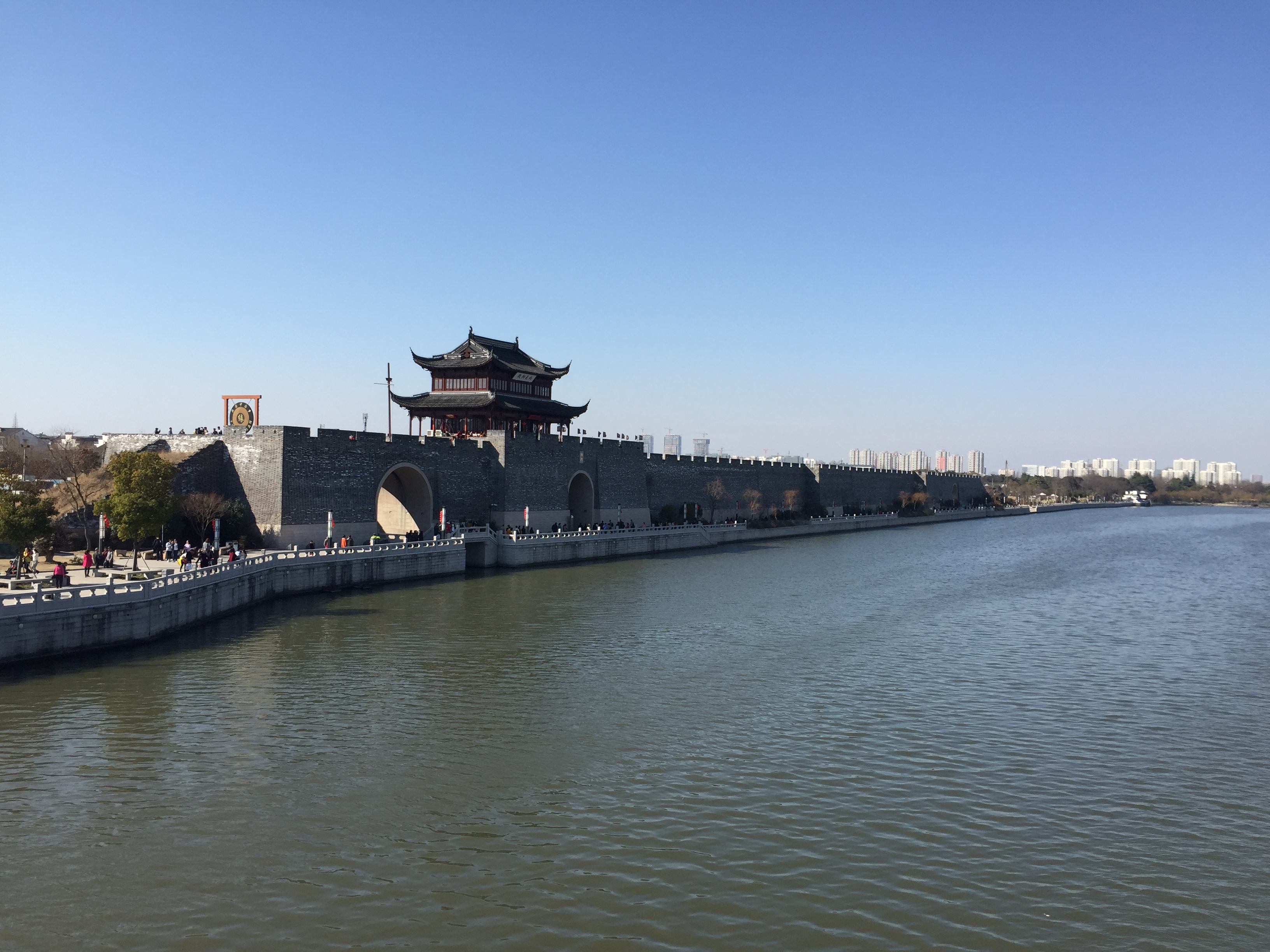
摄于相门桥
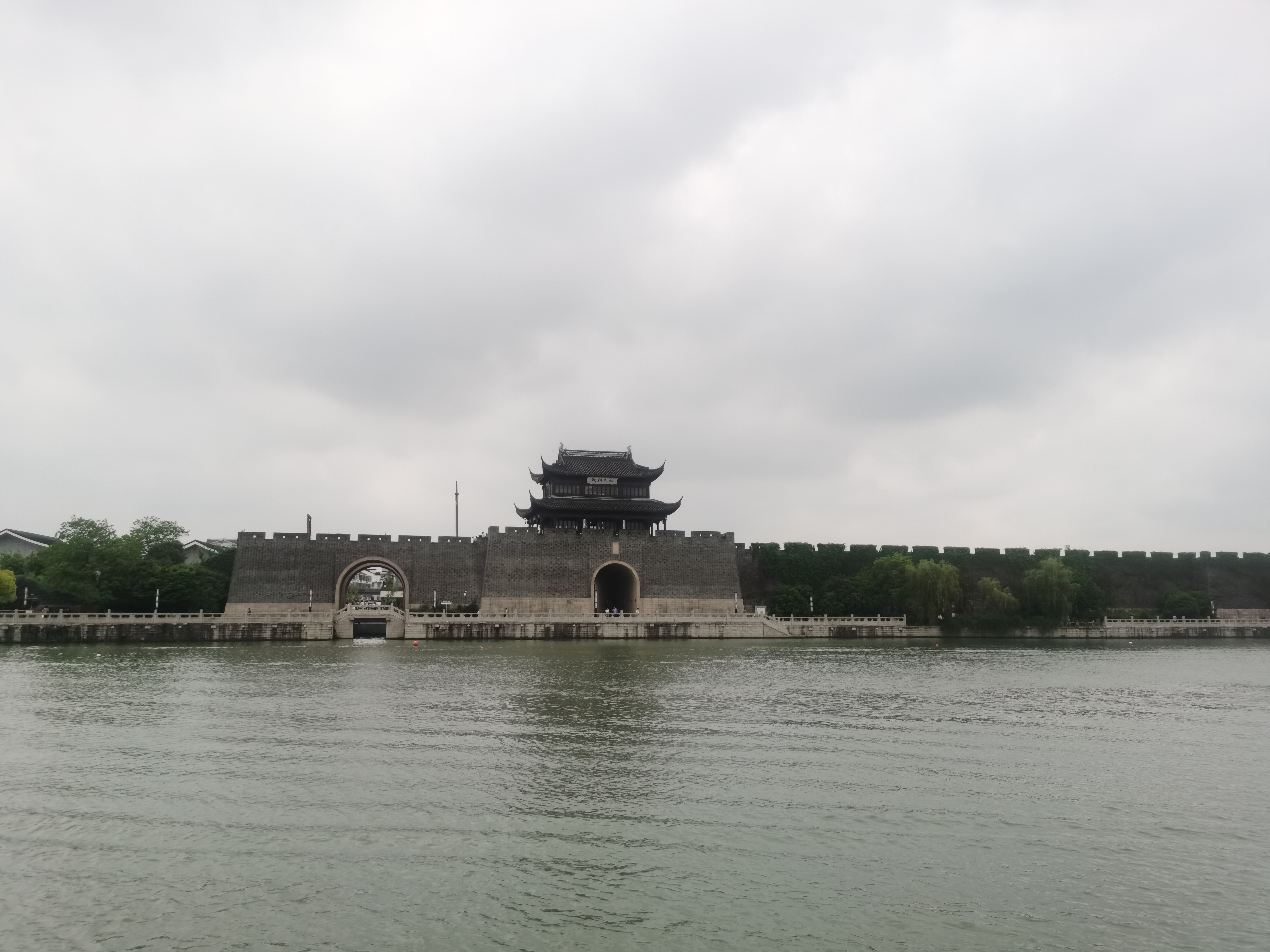
摄于古城河对岸的莫邪路